# Richard Lawley
Richard Lawley (por volta de 1515 - 1569), de Spoonhill e Much Wenlock, Shropshire, foi um membro do parlamento inglês.
Ele foi um membro (MP) do Parlamento da Inglaterra por Much Wenlock em 1545 e 1547.